# Кыпа-Сылькы
Кыпа-Сылькы — река в России, протекает по территории Ямало-Ненецкого АО. Устье реки находится в 321 км по левому берегу реки Таз. Длина реки составляет 142 км. В 42 км по правому берегу впадает река Кыталькы.

## Данные водного реестра
По данным государственного водного реестра России относится к Нижнеобскому бассейновому округу, водохозяйственный участок реки — Таз, речной подбассейн реки — подбассейн отсутствует. Речной бассейн реки — Таз.
Код объекта в государственном водном реестре — 15050000112115300069947.